# Цзэн Гоцян
Цзэн Гоця́н (кит. упр. 曾国强, пиньинь Zēng Guóqiáng, р.18 марта 1965) — китайский тяжелоатлет, олимпийский чемпион и чемпион мира.

## Биография
Цзэн Гоцян родился в 1965 году в посёлке Шилун уезда Дунгуань провинции Гуандун. В 1976 году поступил в поселковую спортшколу, где стал заниматься тяжёлой атлетикой. В 1981 году вошёл в сборную провинции. В 1983 году завоевал золотую медаль молодёжного чемпионата мира и вошёл в национальную сборную. В 1984 году на Олимпийских играх в Лос-Анджелесе завоевал золотую медаль, став первым в истории Китая олимпийским чемпионом по тяжёлой атлетике. В 1984 году завоевал золотую, а в 1985 — серебряную медали чемпионата мира.